# Daouda Malam Wanké
Daouda Malam Wanké est un militaire nigérien, né en 1954 ou 1946 et mort le 15 septembre 2004. Il est chef de l'État en 1999 après un coup d'État.

## Biographie

### Enfance et formation
Daouda Malam Wanké est né en 1946 à Yellou ou en 1954.

### Carrière
Wanké est commandant de l'armée nigérienne quand il renverse le président Ibrahim Baré Maïnassara, dont il est l'aide de camp, le 9 avril 1999. Il le renverse en ordonnant son exécution.
Wanké organise des élections présidentielle et législatives, considérées comme pluralistes et démocratiques, en octobre et novembre 1999. Mamadou Tandja est élu président de la République et Wanké quitte le pouvoir.
Il se reconvertit ensuite comme homme d'affaires dans le transport d'essence par camions-citernes et sa distribution dans des stations-service d'un réseau qu'il contrôle.

### Mort
Il meurt le 15 septembre 2004 à Niamey dans un hôpital de Niamey, officiellement des suites d'une « insuffisance rénale ».